# Lysterkeramik

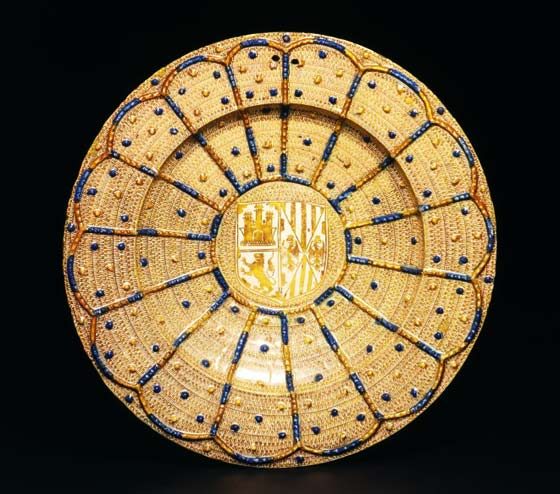
Spanskt-moriskt fat från Spanien, efter 1475

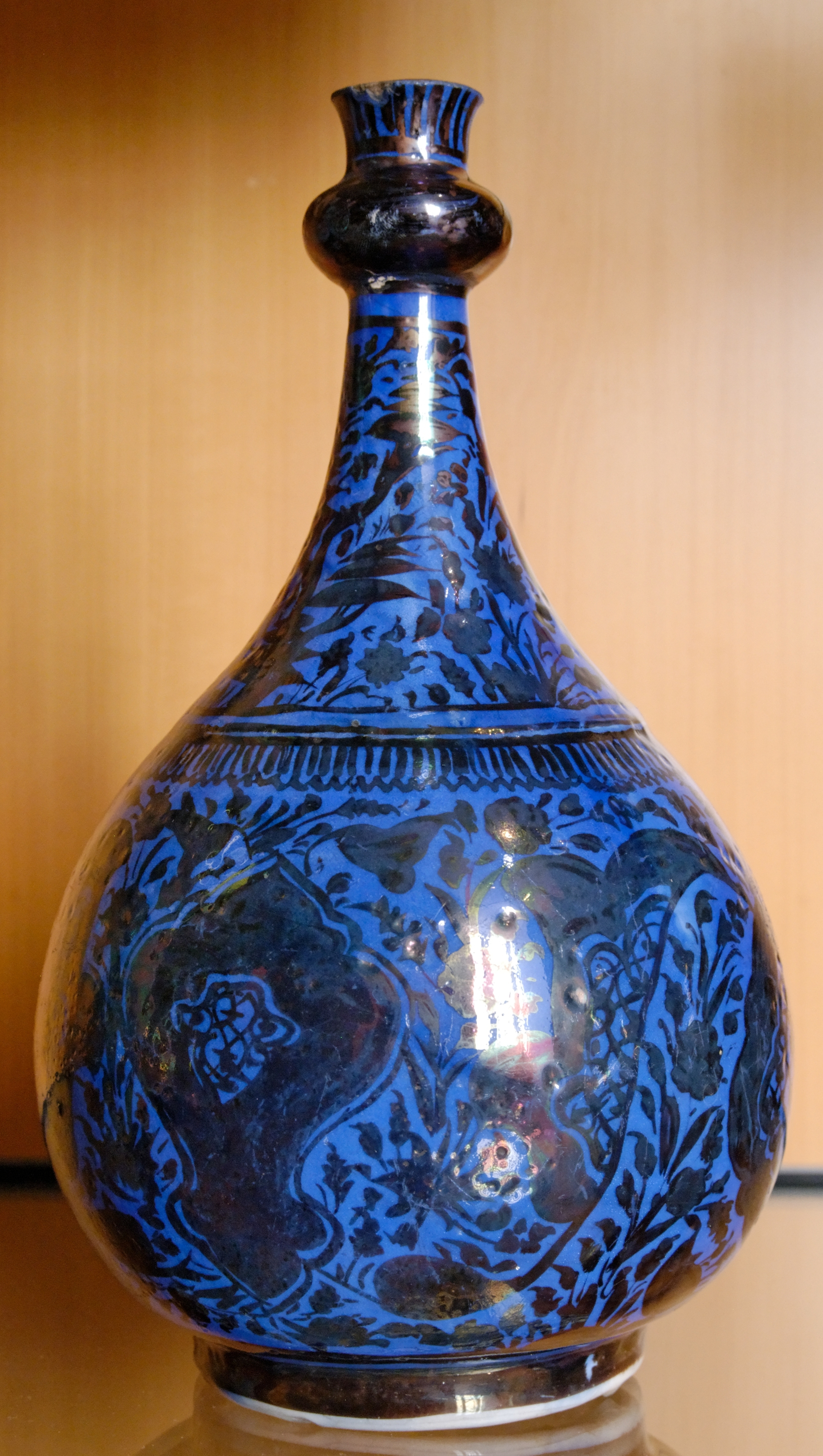
Vinkrus från Safaviderdynastin, senare delen av 1600-talet

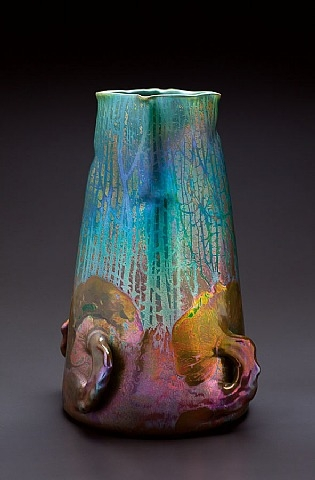
Vas i lysterkeramik av Clément Massier i Vallauris i Frankrike, omkring 1900

Lysterkeramik kallas keramik med glasyr som vid bränningen får en iriserande metallhinna. En liknande dekorationseffekt kan uppnås även på lysterglas.
Lysterkeramik förekom tidigast i Egypten och Främre Orienten, men kom under 1000-talet till det då moriska Spanien, där de kom att få stort inflytande över Europeisk keramik. Giorgio Andreoli framställde vid mitten av 1500-talet keramik med lysterglasyr. Lysterglasyren minskade därefter i popularitet, levde kvar inom enklare lergodstillverkning. På 1780-talet togs tekniken upp av Josiah Wedgwood samt senare av andra brittiska keramiktillverkare.
Lysterglasyr tillverkades även i Sverige, bland annat av Höganäs AB och Gustavsbergs porslinsfabrik. Senare blev Herman Kähler i Næstved i Danmark en föregångsman för att sprida lysterkeramiken.